# Willy Bielenberg
Carl Willy Bielenberg (* 21. Januar 1892 in Chemnitz; † 13. Januar 1949 in Freiberg oder Pirna) war ein deutscher Chemiker und Hochschullehrer.

## Leben und Wirken
Nach dem Schulbesuch studierte Bielenberg bis 1915 Chemie an den Universitäten München und Berlin. Von 1919 bis 1921 war er Promotionsstudent an der Technischen Hochschule in Dresden.
Zum 1. November 1932 trat er der NSDAP bei (Mitgliedsnummer 1.377.456) und wurde nach der „Machtergreifung“ 1933 Stadtverordneter und 1935 Ratsherr in der Bergstadt Freiberg. Bielenberg war als wissenschaftlicher Hilfsarbeiter in der chemischen Abteilung der Bergakademie Freiberg tätig. 1935 erfolgte seine kommissarische und am 1. Oktober 1936 seine endgültige Berufung zum ordentlichen Professor auf den Lehrstuhl für Organische Chemie und Chemie der Kohle an der Bergakademie Freiberg. Gleichzeitig übernahm er die Leitung des Instituts für Organische Chemie. Er wurde als „arischer“ und einwandfreier Nationalsozialist von allen Parteistellen zum Rektor gewünscht. Aber 1935 wurde der von den „reaktionären“ Professoren bevorzugte Johannes Madel zum Rektor ernannt. Nach Ende des Zweiten Weltkrieges erfolgte 1945 seine Entlassung aufgrund seiner nationalsozialistischen Vergangenheit.

## Schriften
- Über die Verwendung der Abbeschen Zahl zur refraktometrischen Konstitutionsermittlung flüssiger organischer Verbindungen. In: Zeitschrift für Angewandte Chemie 42 (1929), S. 972–975.
- Bemerkungen zu den Arbeiten „Physikalische Eigenschaften und Konstitution der Mineralschmieröle“. I. and II von S. Kyropoulos. In: Zeitschrift für Physikalische Chemie 154 (1931), S. 209–213.
- Der Selbstentzündungsvorgang bei Kohle. In: Zeitschrift für Angewandte Chemie 48 (1935), S. 779–781.
- Versuche zur Verwendung von Farbstoffen als „Indicatoren“ bei der bromometrischen Bestimmung organischer Stoffe. In: Berichte der deutschen chemischen Gesellschaft 75 (1942), S. 686–691.